# Equilibrio de Radner
El Equilibrio de Radner es un concepto económico definido por el economista Roy Radner en el contexto de equilibrio general. El concepto es una extensión del equilibrio de Arrow-Debreu y la base para el primer modelo consistente de mercados incompletos.
El cambio con el marco del modelo Arrow-Debreu es de dos tipos: (1) la incertidumbre se modela explícitamente a través de una estructura de árbol (o filtración equivalente) que va transformándose con el paso del tiempo y la resolución de la incertidumbre explícita, (2) la viabilidad presupuestaria ya no se define como la asequibilidad sino a través del comercio explícito de los instrumentos financieros. Los instrumentos financieros se utilizan para permitir que los seguros y transferencias de riqueza inter-temporales en los mercados al contado en cada nodo del árbol. Los agentes económicos se enfrentan a una secuencia de conjuntos presupuestarios, uno en cada fecha del estado.
La parte de la viabilidad presupuestaria introduce el concepto de mercados incompletos, formulados en términos de la demanda exterior neta, el conjunto del presupuesto está contenido en un espacio medio de intersección del cono positivo de bienes contingentes a la demanda exterior neta cero solamente (esto se llama ausencia de arbitraje). Esto es porque sin costos de transacción los agentes demandará una cantidad infinita de cualquier transacción que prometa un consumo positivo en algún estado y una transacción neta no negativa en contra de cualquier otro bien y estado. Este espacio de media, que contiene el conjunto del presupuesto y que lo separa del cono de almuerzo gratis, corresponde a una media línea de precios positivos. Sin embargo, si no potencialmente suficientes instrumentos están presentes, el espacio medio lleno no puede ser atravesado por el comercio de los instrumentos y los presupuestos establecidos pueden ser estrictamente menor. En unos mercados tales configuración se dice que son incompletas, y hay varias maneras de separar el conjunto del presupuesto del cono positivo (a veces llamado el cono-almuerzo gratis). Esto significa que varios sistemas de precios se vuelven admisible.
En un equilibrio de Radner como en un equilibrio de Arrow-Debreu bajo incertidumbre, se utiliza la previsión consensuada perfecta. Es lo que se llama un modelo de expectativas racionales.